# Crocidura elongata
Crocidura elongata is een spitsmuis uit het geslacht Crocidura die voorkomt in de regenwouden van Midden- tot Noordoost-Celebes. Het is mogelijk dat er binnen deze soort in feite twee soorten bestaan, een uit de hooglanden en een uit de laaglanden, waarbij de eerste kleiner zou zijn. Dat zou ook de twee verschillende karyotypes die binnen deze soort gevonden zijn (2n=30, FN=56 en 2n=34, FN=60) verklaren. Deze soort is het nauwst verwant aan een groep van spitsmuizen uit Celebes die ook C. lea, C. levicula, C. musseri en C. rhoditis omvat.
C. elongata is de grootste spitsmuis van Celebes. Hij heeft een grijze vacht, lange, onbehaarde staart en voeten, naar voren gerichte oren en goed zichtbare snorharen. De kop-romplengte van het kleinere en het grotere exemplaar bedraagt respectievelijk 80 en 88 mm, de staartlengte 111 en 120 mm, de achtervoetlengte 18,2 en 20,1 mm en het gewicht 9,7 en 12,5 g.